# Paprotnica sudecka
Paprotnica sudecka (Cystopteris sudetica) – gatunek paproci należący do rodziny paprotnicowatych. Rośnie w  cienistych lasach iglastych i mieszanych. Występuje w Europie i północnej Azji po Chiny, Koreę i Japonię na wschodzie. W Polsce w Sudetach i Karpatach, bardzo rzadko na niżu.

## Morfologia
PokrójRoślina trwała, z długim kłączem o średnicy 1–2 mm. Pokryte jest ono drobnymi, brązowymi włoskami i nielicznymi, błoniastymi, jasnobrązowymi łuskami o kształcie jajowato-lancetowatym. Zarodnikuje od lipca do września.
Liście3- lub 4-krotnie pierzasto złożone o trójkątnym zarysie, długości 20–30 cm (rzadko do 40 cm). Ogonek liściowy nagi. Zawijki gęsto ogruczolone. Dolne pary listków nie są dłuższe od par następnych. Cały liść o zarysie jajowatym.

## Synonimy
- Cystopteris leucosoria Schur
- Cystopteris sudetica var. leptophylla Milde
- Cystopteris sudetica var. platyphylla Milde
- Cystopteris sudetica var. vulgaris Milde

(na podstawie The Plant List)